# Вайсензе
 Тази статия е за града в Германия.  За квартала на Берлин вижте Вайсензе (Берлин).  
Вайсензе (на немски: Weißensee) е град в Централна Германия, окръг Зьомерда на провинция Тюрингия. Намира се на 25 km северно от Ерфурт. Населението му е 3443 души (по приблизителна оценка от декември 2017 г.).
Във Вайсензе е роден зоологът Йохан Кристиан фон Шребер (1739 – 1810).